# NG (放送用語)
日本の放送・映画・演劇などにおけるNG（エヌジー）は、演出上ないし進行上の手違いにより、予定外の体裁となった録音・録画・実演をさす用語である。

## 語源
英語に「no good」の頭字語としての「NG」という言葉は存在する。アメリカ合衆国に古くとも1840年から使われていた。「no good」は日本語で、「だめ」、「良くない」といった意味である。
英語圏の国では一般に放送、映画、演劇などにおける不体裁を意味する語としてはblooper（本項目は同項目と言語間リンクされている）, outtake（アウトテイク）, gag reel, boner などが使われる。英語圏で日本における語意が理解されないという意味では一種の和製英語である。

## 放送のNG
ラジオ・テレビなどの放送においては、技術上の手違い（映像や音声が大きく乱れるなど）、修正のできない生放送における深刻に不適切な表現（放送禁止用語の使用、スポンサーに関わる不手際など）は「放送事故」として扱われ、「NG」とは区別される。不体裁 (放送)を参照のこと。
テレビドラマ番組における収録中のNGを再編集し、特別番組として放送する例がある（NG集番組）。

### 主なNG集番組
テレビ
日本テレビ
- 番組対抗かくし芸大会 - '79年参加の『西遊記』の出し物である「NG集」が日本のテレビ史初の番組内NG集と考えられる[誰によって?]。
- 世界のドッキリNG大全集 - 日本のテレビ放送で初めてタイトルに「NG」を冠した番組。
- NTVハプニング大賞
- ニュースの女王決定戦
- 日テレ系生番組 映像大賞ナンデス!

TBSテレビ
- オールスター赤面申告!ハプニング大賞
- ハプニング名珍場面 日本全国プレミア映像スペシャル
- JNN総力蔵出しSP こんなの見たかった!超ブッ飛び映像祭
- 神がかりハプニング!プラチナ映像アワード
- オオカミ少年

フジテレビ
- FNS番組対抗NG大賞
- FNS5000番組10万人総出演! がんばった大賞
- FNS番組対抗オールスター春の祭典 目利き王決定戦
- FNSドラマ対抗 お宝映像アワード

ラジオ
TBSラジオ
- TBSラジオ珍プレー好プレー大賞
- 赤江珠緒たまむすび（火曜日コーナー）